# My Old Kentucky Home (film, 1922)

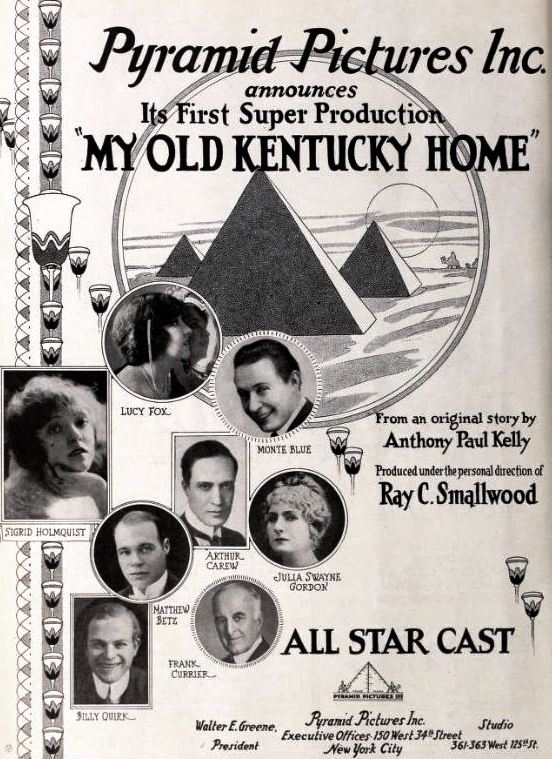
Annonce du film dans Exhibitors Herald.

Pour l’article homonyme, voir My Old Kentucky Home.
My Old Kentucky Home est un film américain réalisé par Ray C. Smallwood et sorti en 1922.

## Synopsis
Richard Goodloe, fils d'une veuve du Sud, a été libéré de la prison où il a purgé deux ans, et retourne chez lui dans le Kentucky. En route, il rencontre son ancienne petite amie Virginia Sanders. Sa mère a engagé leur cheval Dixie dans le derby et la fortune familiale est en jeu. Dans l'une des courses les plus rapides jamais courues, Dixie gagne. Mme Goodloe accepte la main du colonel Sanders et, après que "Con" Arnold ait été démasqué en tant que criminel, Virginia déclare son amour pour Richard.

## Fiche technique
- Réalisation : Ray C. Smallwood
- Scénario : d'après une histoire d'Anthony Paul Kelly
- Photographie : Mike Joyce, Ollie Leach
- Production : Pyramid Pictures
- Distributeur : American Releasing Corporation
- Durée : 7 bobines[2]
- Date de sortie : 22 avril 1922

## Distribution
- Monte Blue : Richard Goodloe

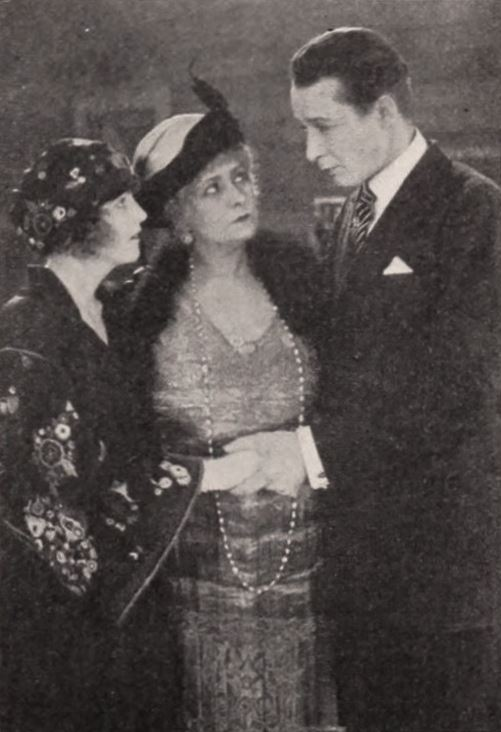
Monte Blue dans une scène du film.

- Julia Swayne Gordon : Mrs. Goodloe
- Frank Currier : Colonel Sanders
- Sigrid Holmquist : Virginia Sanders
- Arthur Edmund Carewe : « Con » Arnold
- Lucy Fox : Calamity Jane
- Matthew Betz : Steven McKenna
- Billy Quirk : Loney Smith
- Pat Hartigan : détective Monahan
- Tom Blake : Nitro Jim